# TV Eichen 1888
| Turnverein Eichen |                  |
| Vereinslogo       |                  |
| Kurzname:         | TV Eichen        |
| Gegründet:        | 1888             |
| Vereinsfarben:    | Schwarz-weiß-rot |
| Mitglieder:       | 1750 (2011)      |
| 1. Vorsitzender:  | Arne Siebel      |

Der TV Eichen 1888 e.V. ist ein Turn- und Sportverein aus Eichen, einem Stadtteil von Kreuztal in Westfalen.

## Geschichte
Der Verein wurde am 26. Februar 1888 mit 18 Mitgliedern gegründet. Derzeit hat er etwa 1750 Mitglieder, davon 950 weiblich und 800 männlich; 25 Prozent der Mitglieder sind Kinder und Jugendliche (Stand: Januar 2011). Er gibt mehrmals im Jahr einen Vereinsbrief für seine Mitglieder heraus.
Im TV Eichen werden unter anderem folgende Sportarten angeboten (einige in Spielgemeinschaften oder Zusammenschlüssen): Volleyball (SG Eichen-Kreuztal), Leichtathletik, Tennis, Gymnastik, Tanz, Ju Jutsu, Handball (HTV Littfeld-Eichen), Gewichtheben (KG Eichen/Siegen), Gerätturnen, Skilauf und Wandern.

## Veranstaltungen
Der TV Eichen ist Organisator des „Eichener Triathlons“ und des „Kindelsberglaufes“.
Der Eichener Triathlon wird seit 1997 durchgeführt. Die Distanzen betragen etwa 400 Meter Schwimmen, 13 Kilometer Radfahren und 4 Kilometer Laufen. Der Wettbewerb wird für Einzelstarter und Staffeln (männlich, weiblich, gemischt und Familienstaffeln mit zwei Erwachsenen und einem Kind) durchgeführt.
Der Kindelsberglauf ist ein seit 1983 durchgeführter Volkslauf für Männer und Frauen über Distanzen von etwa 20 km, 10 km oder 5 km rund um den Kindelsberg. Bei dem Geländelauf sind Höhenunterschiede von bis zu 300 Metern und Steigungen von bis zu 14 Prozent zu bewältigen. Gewertet wird in verschiedenen Altersklassen von Junioren bis zu Senioren. Er ist ein Teil der Rothaar-Laufserie.

## Weitere Fakten
Der Verein bietet pro Woche 225 Übungsstunden an. Dies wird ermöglicht durch 40 ehrenamtliche Übungsleiter und 20 Helfer sowie die zwölf genutzten vereinseigenen sowie städtischen Sportanlagen. Zu den vereinseigenen Anlagen gehören unter anderem vier Tennisplätze und eine Turnhalle.

## Erfolge
Einige der größten Erfolge von einzelnen Sportlern oder Mannschaften der verschiedenen Abteilungen waren:
- Gewichtheben:
2. Platz Deutsche B-Jugendmeisterschaften (2007), Deutsche Meisterin A-Jugend (2008), Internationale Deutsche Meisterin (2008) (alles Feodora Wendt)
- Leichtathletik:
2. Platz Deutsche Jugend-Staffel-Meisterschaften über 4-mal 400 Meter
- Grasski: siehe Michael Bernshausen
- TGM/TGW:
Westfalenmeisterschaften: TGM – 1. Platz 2003, 2006 (TGW 3), TGW – 2. Platz 2007 (TGW 1), 3. Platz 2007 (TGW 3)
- Orientierungslauf:
3. Platz Deutsche Meisterschaften Mittelstrecke (2005), Deutsche Meisterin Kurzdistanz (2008) (beides Helga Blöcher)
- Mountainbike Orientierung:
3. Platz Deutsche Meisterschaften (Günter Blöcher, 2005)
- Gerätturnen:
2. Platz Deutsche Jugend-Meisterschaften (Linus Hof, 2009)

## Persönlichkeiten (Auswahl)
- Reinhold Stutte, Turner der Nationalmannschaft
- Fritz Frisch, Turner der Nationalmannschaft